# 美国武装力量勋授制度

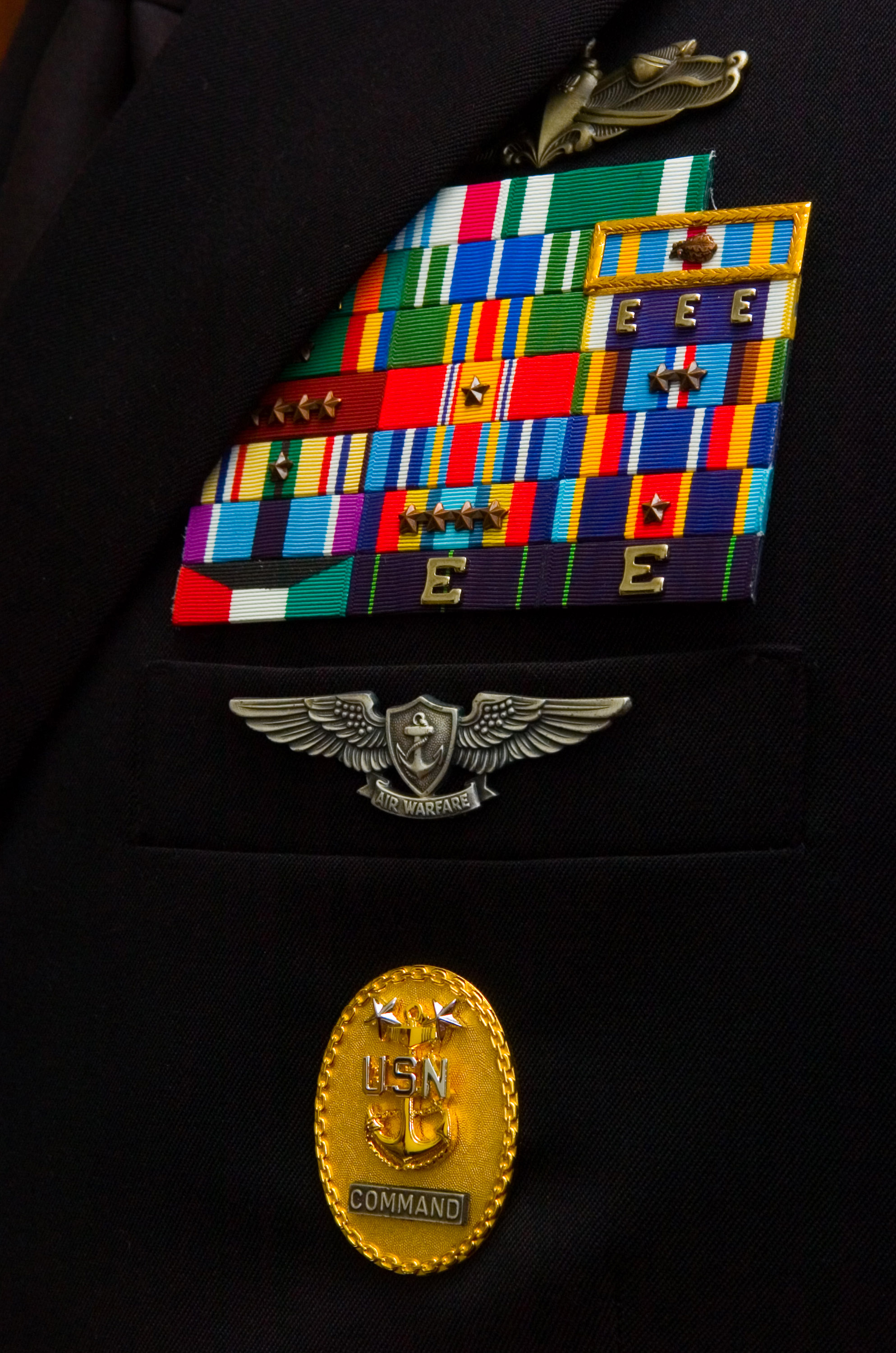
指揮一級軍士長制服上佩戴的略綬、美國軍事獎章綬帶和美國海軍徽章。

美國武裝力量勳授制度（英語：Awards and Decorations of the United States Armed Forces）指的是用於表彰美國武裝部隊成員軍事服務及個人成就的各類略綬、綬帶和特定徽章的統稱。此類獎項是向外界展示軍人職業生涯亮點的手段。

## 現行授予服役人員嘉獎

### 一般優先順序
各軍種之間特定勳獎的優先順序可能略有不同。除非另有明確的名稱或說明，所有勳獎均可授予任何軍人。
| 略綬 / 勳章 / 獎章 |
| --- |
| 個人勳章 |
| 因在履行職責之外表現出顯著英勇和無畏且冒著生命危險而授予 榮譽勳章                                                          |
| 服役十字勳章：授予「戰鬥中的非凡英雄主義」 傑出服役十字勳章（陸軍） 海軍十字勳章 空軍十字勳章 海岸警衛隊十字勳章           |
| 傑出服役獎章：授予「在極具責任感的崗位上表現出卓越的功績」 國防傑出服役獎章 國土安全傑出服役獎章                           |
| 傑出服役獎章（陸軍） 海軍傑出服役獎章 傑出服役獎章（空軍和太空軍） 海岸警衛隊傑出服役獎章                                  |
| 因「作戰英勇」而授予 銀星獎章                                                                                              |
| 因「卓越或極為優異的服役」而授予 國防優秀服役獎章                                                                          |
| 功績勳章 |
| 因“飛行任務中的英雄主義或非凡成就”而授予 傑出飛行十字勳章                                                                  |
| 非戰時英雄獎章 軍人獎章 海軍和海軍陸戰隊獎章 飛行員獎章 海軍陸戰隊獎章                                                     |
| 因在戰鬥區域的英雄主義或戰區的功勳卓著而授予 銅星獎章                                                                      |
| 因戰鬥負傷而授予 紫心勳章                                                                                                  |
| 功勳服役及航空獎章 國防功勳服役獎章                                                                                        |
| 功勳服役獎章 |
| 航空獎章 |
| 航空功績獎章（空軍和太空軍）                                                                                               |
| 嘉獎獎章 聯勤嘉獎獎章 陸軍嘉獎獎章 海軍和海軍陸戰隊嘉獎獎章 空軍和太空軍嘉獎獎章 海岸警衛隊嘉獎獎章                        |
| 功績獎章 聯勤功績獎章 陸軍功績獎章 海軍和海軍陸戰隊功績獎章 空軍和太空軍功績獎章 海岸警衛隊功績獎章                        |
| 司令官嘉獎略綬（海岸警衛隊）                                                                                               |
| 戰鬥行動獎章 海軍戰鬥行動略綬 戰鬥行動獎章（空軍和太空軍） 海岸警衛隊戰鬥行動略綬 另見：陸軍戰鬥徽章                       |
| 集體獎章 |
| 總統集體嘉獎 總統集體嘉獎（陸軍） 總統集體嘉獎（海軍和海軍陸戰隊） 總統集體嘉獎（空軍和太空軍） 總統集體嘉獎（海岸警衛隊） |
| 聯合功勳集體獎章 國土安全部優異集體獎 無畏集體獎（陸軍） 海軍集體嘉獎 英勇集體表彰（空軍和太空軍） 海岸警衛隊集體表彰      |
| 功勳集體嘉獎 陸軍功勳集體嘉獎 海軍功勳集體嘉獎 功勳集體嘉獎（空軍和太空軍） 海岸警衛隊功勳集體嘉獎 海岸警衛隊功勳團隊嘉獎  |
| 陸軍優秀集體獎 空軍和太空軍優異集體獎                                                                                      |
| 效率獎 海軍E字略綬 空軍和太空軍組織卓越獎 海岸警衛隊E字略綬                                                                |
| 轉右表 |

| 略綬 / 勳章 / 獎章 |
| --- |
| 服役獎章（續左表） |
| 戰俘獎章 |
| 戰備獎章（空軍和太空軍） |
| 良好品行獎章 陸軍良好品行獎章 海軍良好品行獎章 空軍良好品行獎章 太空軍良好品行獎章 海軍陸戰隊良好品行獎章 海岸警衛隊良好品行獎章                                                                           |
| 年度優異飛行員略綬 年度優異警衛隊員略綬 海岸警衛隊年度入伍士兵略綬 |
| 空軍和太空軍表彰略綬 |
| 服役、遠徵和參戰獎章 |
| 預備役服役獎章 陸軍預備役成員功績獎章 空軍預備役功績服役獎章 優等海軍陸戰隊預備役獎章 海岸警衛隊預備役良好品行獎章 武裝部隊預備役獎章                                                                      |
| 海軍遠征獎章 海軍陸戰隊遠征獎章 |
| 南極服役獎章 海岸警衛隊北極服役獎章 |
| 武裝部隊遠征獎章 |
| 堅定決心參戰獎章 |
| 全球反恐戰爭遠征獎章 |
| 全球反恐戰爭服役獎章 |
| 韓國國防服役獎章 |
| 武裝部隊服役獎章 |
| 人道主義服役獎章 |
| 軍事優異志願服務獎章 |
| 遠程打擊效果參戰獎章 |
| 空軍和太空軍參戰獎章 |
| 核威懾行動服役獎章 |
| 服役和訓練獎章 |
| 陸軍海上執勤略綬 海軍海上服役部署略綬 海岸警衛隊海上服役略綬 海軍海上服役略綬 空軍和太空軍遠征服役略綬 海軍北極服役略綬                                                                                    |
| 海外服役略綬 陸軍海外服役略綬 海軍和海軍陸戰隊海外服役略綬 海岸警衛隊海外服役略綬 空軍和太空軍海外短期服役略綬 空軍和太空軍海外長期服役略綬 陸軍預備役海外訓練略綬                                         |
| 海岸警衛隊限制性勤務略綬 海岸警衛隊特別行動服役略綬 |
| 長期服役略綬 空軍和太空軍長期服役略綬 |
| 預備役和訓練役略綬 海軍預備役服役略綬 海軍陸戰隊預備役服役略綬 海岸警衛隊預備役服役略綬 海軍入伍訓練服役略綬 海軍陸戰隊訓練教官略綬 海軍陸戰隊戰鬥教官略綬 發展專項任務略綬（空軍和太空軍） 陸軍預備役略綬 |
| 衛隊略綬 海軍禮儀衛隊略綬 海軍陸戰隊安全衛隊略綬 |
| 進修略綬 陸軍士官專業發展略綬 空軍士官職業軍事教育畢業略綬 |
| 基礎訓練榮譽畢業生略綬 海軍基礎訓練榮譽畢業生略綬 空軍基礎訓練榮譽畢業生略綬 海岸警衛隊基礎訓練榮譽畢業生略綬                                                                                              |
| 訓練略綬 陸軍服役略綬 空軍和太空軍訓練略綬 |
| 射擊優勝獎 |
| 輕武器專家神槍手略綬（空軍和太空軍） 海軍步槍神槍手略綬 海岸警衛隊步槍神槍手略綬 海軍手槍神槍手略綬 海岸警衛隊手槍神槍手略綬                                                                               |

### 具體武裝部門
- 跨軍種
- 陸軍（英语：Awards and decorations of the United States Department of the Army）
- 海軍 / 海軍陸戰隊
- 空軍
- 海岸警衛隊（英语：Awards and decorations of the United States Coast Guard）

為了表示額外的成就或同一勳章的多個獎勵，美國軍方保留了許多固定在服役綬帶和獎章上的獎勵裝置。

## 作廢或失效嘉獎
曾獲頒這些獎章的美國軍方人員曾參與過這些戰爭或衝突地區，且這些獎章已於頒發給美國軍人後停止頒發或不再適用。某些勳章目前處於非活躍狀態（例如國防服役獎章），但可能在未來某個時間點重新啟用。
| 略綬 / 勳章 / 獎章                            |
| 個人勳章                                      |
| --------------------------------------------- |
| 功績獎章證書 海軍陸戰隊榮譽獎章               |
| 特別功績服役獎章                              |
| 預備役特別嘉獎略綬                            |
| 陸軍傷殘略綬                                  |
| 交通運輸部軍事嘉獎                            |
| 交通運輸傑出服役獎章                          |
| 運輸部長優異集體獎                            |
| 海岸警衛隊200週年紀念集體嘉獎                 |
| 19世紀及20世紀初紀念獎章                      |
| 西印度群島海軍參戰獎章（桑普森獎章）          |
| 馬尼拉灣戰鬥獎章（杜威獎章）                  |
| 美國南極探險獎章                              |
| 19世紀及20世紀初參戰獎章                      |
| 南北戰爭參戰獎章                              |
| 印第安參戰獎章                                |
| 中國參戰獎章（陸軍） 中國救濟遠征獎章（海軍） |
| 美西戰爭參戰及佔領獎章                        |
| 西班牙參戰獎章                                |
| 西印度群島參戰獎章                            |
| 西班牙戰爭服役獎章                            |
| 古巴佔領軍獎章                                |
| 古巴鎮壓獎章（陸軍） 古巴鎮壓獎章（海軍）     |
| 波多黎各佔領軍獎章                            |
| 美菲戰爭參戰獎章                              |
| 菲律賓參戰獎章                                |
| 菲律賓國會獎章                                |
| 海軍和海軍陸戰隊遠征獎章                      |
| 尼加拉瓜參戰獎章（1912年）                    |
| 海地參戰獎章（1915年 / 1920年—1921年）        |
| 多米尼加參戰獎章（1916年）                    |
| 尼加拉瓜參戰獎章（1926年—1930年）             |
| 長江服役獎章                                  |

| 略綬 / 勳章 / 獎章                                      |
| 第一次世界大戰及之前服役獎章                            |
| ------------------------------------------------------- |
| 墨西哥服役獎章                                          |
| 墨西哥邊境服役獎章                                      |
| 第一次世界大戰勝利獎章                                  |
| 德國佔領軍獎章                                          |
| 第二次世界大戰及之前服役獎章                            |
| 中國服役獎章                                            |
| 美國國防服役獎章                                        |
| 陸軍婦女兵團服役獎章                                    |
| 美國參戰獎章 亞洲—太平洋參戰獎章 歐洲—非洲—中東參戰獎章 |
| 第二次世界大戰勝利獎章                                  |
| 後二戰及冷戰時期服役 / 佔領獎章                         |
| 佔領軍獎章 海軍佔領軍服役獎章                           |
| 人道行動獎章                                            |
| 國防服役獎章                                            |
| 韓國服役獎章                                            |
| 越南服役獎章                                            |
| 後冷戰時代參戰獎章                                      |
| 西南亞服役獎章                                          |
| 科索沃參戰獎章                                          |
| 阿富汗參戰獎章                                          |
| 伊拉克參戰獎章                                          |
| 服役和受訓獎章                                          |
| 海軍預備役獎章                                          |
| 海軍陸戰隊預備役獎章                                    |
| 艦載陸戰隊略綬                                          |
| 海軍預備役功績服役獎章                                  |
| 空軍軍事訓練教官略綬                                    |
| 空軍預備役略綬                                          |
| 射擊優勝獎                                              |
| 海軍傑出神槍手和手槍射擊略綬                            |
| 海軍傑出神槍手略綬                                      |
| 海軍傑出手槍射擊略綬                                    |

### 已停發或擬停發
本章節所列勳章裝飾品是為配合已獲批准的勳章而設計的；但要么從未正式批准頒發，要么在首次頒發之前就被取消了。
| 略綬 / 勳章 / 獎章 |
| ------------------ |
| 個人勛章           |
| 傑出作戰獎章       |
| 戰鬥服役勳章       |
| 戰鬥表彰略綬       |

| 略綬 / 勳章 / 獎章 |
| ------------------ |
| 一般服役獎章       |
| 冷戰勝利獎章       |

### 單項軍功獎章
單項軍功獎章是為表彰單一事件而創建的一次性官方軍事勳章。第一枚此類單項軍功獎章頒發於美西戰爭期間，由美國海關緝私局頒發，以表彰船隻「哈德遜號」在卡爾德納斯戰役中的行動。最後一枚單項軍功獎章頒發於1960年，當時國會授權頒發「四軍牧獎章」，以表彰二戰期間共同犧牲的「四軍牧」。此後，美國軍方再未頒發任何單項軍功獎章，主要原因是頒發紀念性服役獎章的難度和複雜性逐漸增加。
| 略綬 / 勳章 / 獎章 |
| ------------------ |
| 個人英勇勳章       |
| 四軍牧獎章         |
| 個人紀念勳章       |
| 卡爾德納斯榮譽獎章 |
| NC-4獎章           |

| 略綬 / 勳章 / 獎章     |
| ---------------------- |
| 探險紀念勳章           |
| 皮里極地探險獎章       |
| 柏德南極探險獎章       |
| 第二次柏德南極探險獎章 |

### 非正式勳章
非官方勳章是由地方指揮官創立和頒發的軍事獎勵。在多數情況下，非官方勳章旨在紀念指揮官部隊的特定戰役或交戰。最著名的非官方勳章是在南北戰爭期間頒發的。南北戰爭後，更嚴格的軍事條例禁止地方指揮官頒發獎勵，因此這種做法在20世紀已不再使用。即便如此，美國國防部表示，在南北戰爭結束後的許多年裡，大量非官方獎章仍被私下頒發給美國軍隊成員，主要用於紀念特定戰役、事件或作為退伍軍人紀念品。其中較為知名的是沃爾特·里德獎章（現被認可為國會金質獎章），用於表彰在瘧疾治療領域的探索性科學成就。雖然頒發的是金質獎章，但據報導，軍人會在制服上佩戴紅絲帶以標識該勳章。
| 略綬 / 勳章 / 獎章 | 略綬 / 勳章 / 獎章 |
| ------------------ | ------------------ |
| 南北戰爭勳章       |                    |
|                    | 卡尼十字勳章       |
| 卡尼獎章           |                    |
|                    | 巴特勒獎章         |
|                    | 吉爾莫獎章         |

| 略綬 / 勳章 / 獎章 |
| ------------------ |
| 研究勳章           |
| 沃爾特·里德獎章    |

## 海外及國際嘉獎
根據美國國務院關於接受此類獎項的既定規定，美國國防部授權在美國軍隊制服上佩戴外國和國際勳章。對於外國勳章，可分為高級服役務勳章（僅授予美軍高階軍官）、英勇勳章（授予英勇行為者）和外國服役勳章。
自第一次世界大戰以來，已有數百種外國和國際獎項獲准頒發給美國軍隊人員，以下是一些較常見的獎項。
| 略綬 / 勳章 / 獎章                       |
| ---------------------------------------- |
| 第一次世界大戰期間                       |
| 法國榮譽軍團勳章                         |
| 英國巴斯勳章                             |
| 法國軍事獎章                             |
| 法國戰爭十字勳章                         |
| 比利時戰爭十字勳章                       |
| 捷克斯洛伐克戰爭十字勳章（1918年）       |
| 加勒比地區和中美洲（1920年代至1930年代） |
| 阿布頓·卡爾德隆勳章（厄瓜多爾）          |
| 軍事功績獎章（海地）                     |
| 功績獎章（尼加拉瓜）                     |
| 第二次世界大戰期間（歐洲戰場）           |
| 法國戰爭十字勳章                         |
| 比利時戰爭十字勳章                       |
| 盧森堡戰爭十字勳章                       |
| 捷克斯洛伐克戰爭十字勳章(1945年）        |
| 盧森堡戰爭十字勳章（集體嘉獎）           |
| 第二次世界大戰期間（太平洋戰場）         |
| 菲律賓國防獎章                           |
| 菲律賓解放獎章                           |
| 菲律賓獨立獎章                           |
| 菲律賓總統集體嘉獎                       |
| 第二次世界大戰期間（高階勳章）           |
| 拿騷的阿道夫勳章（盧森堡）               |
| 阿茲特克雄鷹勳章（墨西哥）               |
| 大英帝國勳章（英國）                     |
| 王冠勳章（比利時）                       |
| 利奧波德勳章（比利時）                   |
| 奧蘭治-拿騷勳章（荷蘭）                  |
| 阿拉維勳章（摩洛哥）                     |
| 寶鼎勳章（中國）                         |
| 軍事功勳勳章（波蘭）                     |
| 白鷹勳章（波蘭）                         |
| 白鷹勳章（南斯拉夫）                     |
| 威廉軍事勳章（荷蘭）                     |
| 朝鮮戰爭期間（大韓民國和聯合國頒授）     |
| 聯合國服役獎章                           |
| 朝鮮戰爭服役獎章                         |
| 大韓民國總統集體嘉獎                     |

| 略綬 / 勳章 / 獎章                                 |
| -------------------------------------------------- |
| 越南戰爭期間（越南共和國頒授）                     |
| 越南共和國陸軍傑出服役勛章                         |
| 越南共和國海軍傑出服役勛章                         |
| 越南共和國空軍傑出服役勛章                         |
| 越南共和國軍事功績獎章                             |
| 越南共和國英勇十字勳章（有棕櫚葉）                 |
| 越南共和國空軍英勇十字勳章                         |
| 越南共和國海軍英勇十字勳章                         |
| 越南共和國武裝部隊榮譽獎章                         |
| 第一等越南共和國民事行動獎章                       |
| 越南共和國參謀服役獎章                             |
| 越南共和國特別服役獎章                             |
| 越南共和國訓練服役獎章                             |
| 越南共和國總統集體嘉獎                             |
| 越南共和國英勇十字集體嘉獎（有棕櫚葉和邊框）       |
| 第一等越南共和國民事行動集體嘉獎（有棕櫚葉和邊框） |
| 越南共和國參戰獎章（有1960年裝置）                 |
| 海灣戰爭期間                                       |
| 科威特解放獎章（科威特）                           |
| 科威特解放獎章（沙特阿拉伯）                       |
| 國際嘉獎（20世紀）                                 |
| 聯合國獎章                                         |
| 多國部隊和觀察員獎章                               |
| 美洲防務委員會獎章                                 |
| 波斯尼亞戰爭北約獎章                               |
| 科索沃戰爭北約獎章                                 |
| 非第5條款北約獎章                                  |
| 高級軍事嘉獎（21世紀）                             |
| 航空功績十字勳章（秘魯）                           |
| 榮譽十字徽章（德國）                               |
| 巴林哈利法勛章（巴林）                             |
| 軍事功績勛章（阿拉伯聯合酋長國）                   |
| 王冠勳章（泰國）                                   |
| 棗椰勳章（伊拉克）                                 |
| 五月勳章（阿根廷）                                 |
| 寶劍勳章（瑞典）                                   |
| 功绩勋章（德國）                                   |
| 功績勳章（義大利）                                 |
| 保國勳章（韓國）                                   |
| 旭日章（日本）                                     |
| 南十字星勳章（巴西）                               |

在第一次世界大戰和第二次世界大戰期間，法國和比利時的戰爭十字勳章以及法國軍事勳章和盧森堡戰爭十字勳章被進一步頒發為集體嘉獎繩，稱為“軍功飾緒”。服役軍人可同時獲得個人獎勵和集體獎勵；在後一種情況下，單位嘉獎章可以在服役人員作為單位成員期間臨時佩戴，或者如果服役人員參加了值得獲得集體嘉獎的實際戰鬥則可以永久佩戴。第二次世界大戰期間，荷蘭威廉勳章也頒發了另一種集體嘉獎繩，俗稱「橙色掛繩」。
自2002年起，韓國再次向美國海軍陸戰隊的某些部隊頒發了大韓民國總統集體嘉獎，從而使這項先前過時的外國獎勵重新成為美國勳章的優先選擇。除此勳章外，大多數21世紀的外國軍事獎項僅保留給最資深的將官和將官，並且只有在從主要指揮部調任時才作為“服役結束”勳章頒發。

### 腳註
1. ↑  紫心勳章的優先順序在1985年更改為目前的排序，但一直排在良好品行獎章之前。

### 出典
1. ↑   (PDF). 美國國防部. 2015-03-13  [2025-01-11]. （原始内容 (PDF)存档于2016-03-03） （英语）.
2. 1 2  . Home of Heroes. Legal Help For Veterans, PLLC.   [2025-01-11].
3. ↑   (PDF). 美國海軍部. 2009-08-12  [2025-01-11]. （原始内容 (PDF)存档于2013-05-22）.
4. ↑  美國國土安全部; 美國海岸警衛隊.  (PDF). 美國海岸警衛隊. 2007-10  [2025-01-11]. （原始内容 (PDF)存档于2011-12-27）.
5. ↑  美國國土安全部; 美國海岸警衛隊.  (PDF). 美國海岸警衛隊. 2012-03  [2025-01-11]. （原始内容 (PDF)存档于2013-03-13）.
6. ↑  . 美國國防部.   [2025-01-12]. （原始内容存档于2013-02-01）.
7. ↑  Price, James S. . History Press. 2011: 87. ISBN 9781609490386.

## 延伸閱讀
- Frank C. Foster; Lawrence H. Borts.  5th Edition. MOA Press. 2000. ISBN 9781884452185. OCLC 54755134 （英语）.
- Evans E. Kerrigan.  2nd Edition. Viking Press. 1971. ISBN 9780670121014. OCLC 128058 （英语）.
- Evans E. Kerrigan. . Mallard Press. 1990. ISBN 9780792450825. OCLC 21467942 （英语）.
- Philip K. Robles. . C. E. Tuttle. 1971. ISBN 9780670121014. OCLC 199721 （英语）.